# Diffembach-lès-Hellimer
Diffembach-lès-Hellimer (deutsch Diefenbach bei Hellimer) ist eine französische Gemeinde mit 361 Einwohnern (Stand 1. Januar 2022) im Département Moselle in der Region Grand Est (bis 2015 Lothringen). Sie gehört zum Arrondissement Forbach-Boulay-Moselle.

## Geografie
Die Gemeinde Diffembach-lès-Hellimer liegt etwa 23 Kilometer südwestlich von Sarreguemines an der Fernstraße nach Nancy (D 674). Das Gemeindegebiet umfasst 5,77 Quadratkilometer.
Nachbargemeinden sind Leyviller im Norden, Hilsprich im Osten, Petit-Tenquin im Südosten sowie Hellimer im Süden und Westen.

## Bevölkerungsentwicklung
| Jahr      | 1962 | 1968 | 1975 | 1982 | 1990 | 1999 | 2007 | 2019 |
| Einwohner | 301  | 303  | 319  | 347  | 333  | 312  | 359  | 346  |